# بردگوری ۲ سوسن و سرخاب
بردگوری ۲ سوسن و سرخاب در شهرستان مسجد سلیمان، بخش اندیکا، دهستان چلو، ۱/۲ کیلومتری جنوب غرب روستای سربازار واقع شده و این اثر در تاریخ ۲۶ اسفند ۱۳۸۷ با شمارهٔ ثبت ۲۵۹۹۴ به‌عنوان یکی از آثار ملی ایران به ثبت رسیده است.